# くしろ港まつり
- 釧路港まつり
- 釧路港祭り
- くしろ港まつり

くしろ港まつり（くしろみなとまつり）は、1948年に始まった、北海道釧路市で行われている祭典の1つ。

## 経緯
この祭典は、1948年に釧路港の開港50周年を記念して行われた、『釧路港開港50年港まつり』が発端で、60年以上にわたって行われている祭典。

## 日程
原則として8月第1金曜日から3日間（一時期は7月第4金曜日から3日間行われる『くしろ霧フェスティバル』との合同イベントとして2005年開催した。）

## 主なイベント
- 大漁ばやしパレード（初日）
- 市民踊りパレード（中日）
- 音楽パレード（楽日）

### 過去に行われていたイベント
- 道新花火大会（2003年の第56回まで、翌年からは釧路大漁どんぱくへ移行）

## 主な会場
- 国道38号及び北海道道24号釧路停車場線（北大通全般）
- 釧路川河口付近（釧路フィッシャーマンズワーフMOOを含む）

## 備考
- 会場となる中心街は外来資本郊外型大手大型スーパー台頭により、長年営業されていた百貨店や地元商店が閉店するなど、客足が低迷していることから、この祭典が中心街の1年で一番にぎわいを見せる祭典となる。
- 2008年に行われた第61回は、大漁ばやしパレードが不発弾発見による撤去作業などで中止、市民踊りパレードと音楽パレードが雨天で中止となり、史上初めて主なイベントがすべて中止となる異常事態になった。